# Februarie 1993
Acest articol este generat integral pe baza informațiilor din articolul 1993 și este actualizat periodic de un robot.
 Editările făcute în articol vor fi șterse la următoarea actualizare! Dacă doriți să faceți modificări, editați articolul-sursă.

ianuarie -
februarie -
martie -
aprilie -
mai -
iunie -
iulie -
august -
septembrie -
octombrie -
noiembrie -
decembrie
Februarie 1993 a fost a doua lună a anului și a început într-o zi de luni.

## Evenimente
- 1 februarie: România semnează acordul de asociere cu Comunitățile Europene și statele membre ale acestora (Acordul European), baza legală a relațiilor româno-comunitare.
- 17 februarie: Academia Română decide, prin votul nominal al membrilor săi, revenirea la grafia cu litera „â” în loc de „î”, în anumite poziții din cuvânt și la scrierea cu „sunt”, „suntem”, sunteți” în loc de „sînt, sîntem, sînteți”. Decizia este criticată de unii lingviști și oameni de cultură care consideră că discuția asupra ortografiei a fost politizată fără argumente lingvistice reale. În practică, ambele siteme vor coexista.
- 26 februarie: A fost înregistrat primul atentat cu bombă la baza unuia din cele două turnuri ale ansamblului arhitectural World Trade Center.
- 26 februarie: Domeniul .ro este înregistrat în baza de date IANA.

## Nașteri
- 2 februarie: Ravel Ryan Morrison, fotbalist britanic
- 3 februarie: Monica Mădălina Florea, sportivă română (alergare de fond)
- 3 februarie: Getter Jaani, cântăreață estoniană
- 3 februarie: András Szatmári, scrimer maghiar
- 3 februarie: Monica Mădălina Florea, alergătoare de fond română
- 4 februarie: Matej Mitrović, fotbalist croat
- 7 februarie: Toader-Andrei Gontaru, canotor român
- 9 februarie: Wataru Endo, fotbalist japonez
- 10 februarie: Mia Khalifa, actriță porno americană
- 11 februarie: Igor Dima, fotbalist din R. Moldova (atacant)
- 12 februarie: Rafinha Alcántara do Nascimento, fotbalist brazilian
- 12 februarie: Giorgos Katidis, fotbalist grec
- 12 februarie: Jennifer Stone, actriță americană
- 13 februarie: Uroš Spajić, fotbalist sârb
- 16 februarie: Vlad Gherman, actor român
- 16 februarie: Mike Weinberg, actor american
- 19 februarie: Mauro Icardi (Mauro Emanuel Icardi Rivero), fotbalist argentinian (atacant)
- 21 februarie: Andrada Maior Pașca, handbalistă română
- 26 februarie: Jesé (Jesé Rodríguez Ruiz), fotbalist spaniol (atacant)
- 27 februarie: Alphonse Francis Areola, fotbalist francez (portar)
- 28 februarie: Emmelie de Forest, cântăreață daneză

## Decese
Gregg G. Tallas (n. Grigόris Thalassinόs), 84 ani, regizor grec de film (n. 1909)
Michael Klein, 33 ani, fotbalist român (n. 1959)
Paul Emery, 76 ani, pilot britanic de Formula 1 (n. 1916)
Seán Flanagan, 71 ani, politician irlandez (n. 1922)
Hans Jonas, 89 ani, filosof german (n. 1903)
George Ciorănescu, 75 ani, poet, traducător și prozator român (n. 1918)
Dan Constantinescu, 61 ani, compozitor român (n. 1931)
Ion Negoițescu, 71 ani, poet, eseist, critic și istoric literar român (n. 1921)
Desanka Maksimović, 94 ani, poetă sârbă (n. 1898)
Amos Guttman, 38 ani, regizor de film, israelian (n. 1954)
Ferruccio Lamborghini, industriaș italian, fondator Automobili Lamborghini (n. 1916)
Phillip Terry (n. Frederick Henry Kormann), 83 ani, actor american (n. 1909)
Rene-Radu Policrat, politician român (n. 1910)
Lillian Gish (n. Lillian Diana De Guiche), 99 ani, actriță americană de teatru și film (n. 1893)
Ishirō Honda, 81 ani, regizor japonez (n. 1911)